# 頂海墘厝
頂海墘厝，是臺灣彰化縣大城鄉的一個傳統地域名稱，位於該鄉西南部。相較於今日行政區，其範圍大致包括頂庄村不含東部邊界地帶及西北角及西南端一小塊地、臺西村下海墘聚落北郊地帶。

## 歷史
台灣清治末期至日治初期，頂海墘厝地區為一街庄，稱為「頂海墘厝庄」，隸屬於深耕堡。該庄北邊西段及中段與西港庄為鄰，北邊東段及東邊與公館庄為鄰，南邊及西邊為下海墘厝庄。。
1901年（日治明治三十四年）11月，全台廢縣廳改設二十廳，該庄隸屬於彰化廳。1903年（明治三十六年）6月，該庄編入「大城厝區」，隸屬於彰化廳。1909年（明治四十二年）10月，合併二十廳為十二廳，大城厝區改隸屬於臺中廳。1920年（大正九年），廢廳、支廳、區、街庄（舊制）改設州、郡、街庄（新制）、大字，該庄改制為「頂海墘厝」大字，隸屬於臺中州北斗郡大城庄。
戰後大城庄改制為大城鄉，隸屬於臺中縣，大字亦改制為村。1950年10月，中、彰、投分治，大城鄉改隸屬彰化縣。

## 聚落
本地區發展較早的聚落為頂海墘厝（頂庄），在日治期初期的官方地圖上已有記載。此外，本地區尚有大湖聚落。

## 交通
省道台61線又稱「西部濱海快速公路」，是新北市八里至臺南市安南的快速公路，但尚未完全通車，大致以北北東—南南西走向經過頂海墘厝地區東部近邊界地帶。該道路在本地區屬高架路段，境內未設交流道，北側最近的是縣道152號交會處的大城交流道，南側最近的是雲林縣境內的橋頭交流道。由此等可快速前往台灣西部海岸各地。
省道台17線又稱「西部濱海公路」，是清水甲南至枋寮水底寮的幹道，在本地區路段為省道台61線的兩側平面道路。由該道路向北北東轉北北西獨行後再轉北北東可前往芳苑、福興、鹿港、線西等地，向南南西過濁水溪西濱大橋後轉西南分岔獨行再轉南南西可前往麥寮、台西、四湖、口湖等地。
鄉道彰160線是海邊至下山腳的道路，大致以西北西—東南東走向由本地區北部邊界中央偏西入境，經鄉道彰163線路口後到達頂庄聚落北側，於聚落東北角經鄉道彰161線路口後轉東南再轉南南西與其共線，至路口轉東南東獨行並出聚落續行，於本地區東部邊界北側經省道台61線高架橋下及其兩側之省道台17線路口後出境。由該道路向西北西可前往西港西南部近邊界地帶、下海墘厝西北部並止於大城南段海堤道路路口，向東南東可前往公館、下山腳與公館交界地帶、下山腳西北端、下山腳與大城交界地帶、下山腳的頂庄聚落並止於縣道143號路口。
鄉道彰161線（東西路）是王厝寮至街子的道路，大致以北北東—南南西走向由本地區北部中央凸出部分的東側邊界北端入境後，沿該凸出部分東側邊界而行，其後因邊界線東移而入境，於頂庄聚落東北角經鄉道彰160線右側路口與其共線後，轉東南再轉南南西，至路口續沿同方向獨行，出聚落後不遠處即出境。由該道路向北北東轉東北東蜿蜒而行可前往公館並止於其北部邊界地帶的縣道152號路口，向南南西可前往下海墘厝地區東南半葉北部街仔聚落東郊的鄉道162號路口。
鄉道彰162線（下海墘排水南岸道路）是海邊至下牛稠的道路，大致以西北西—東南東走向到達本地區西部南端邊界地帶（與下海墘厝聚落北側緊鄰），經鄉道彰163-1線終點路口後繞大彎轉南再轉東南，經鄉道彰163線路口轉南南西與其共線並出境（進入聚落）。由該道路向西北西可前往下海墘厝聚落西北郊並止於海堤上道路西側路口，向南南西轉南南東獨行後再轉東南東出聚落可前往下海墘厝地區東南部、下牛稠並止於鄉道彰159線路口。
鄉道彰163線（許厝巷）是西港至下海墘厝的道路，大致以北北東—南南西走向由本地區北部邊界中央偏西入境，經鄉道彰160線路口後轉西，至本地區西部南端轉西經鄉道彰162線路口轉南南西與其共線並出境（進入下海墘厝聚落）。由該道路向北北東可前往
西港並止於其北側的省道台17線路口，向南南西轉西南獨行後再轉南微西可止於聚落南側的下海墘堤防道路路口。
鄉道彰163-1線是西港至下海墘厝的另一條道路，其南側端點位於本地區西部南端邊界地帶（下海墘厝聚落北側）的鄉道彰162線路口。由此向北北東南行，出境後可前往西港並止於其北側的鄉道163線路口。

## 學校
- 頂庄國小